# هالوژن
هالوژن‌ها یا هالُژِن‌ها یا نمک‌زاها (به انگلیسی: Halogen) عناصری هستند که با ترکیب شدن با عنصرهای گروه اول، نمک تولید می‌کنند؛ به همین خاطر به آن‌ها هالوژن می‌گویند. هالوژن (به معنای «نمک‌زا») واژه‌ای یونانی است که از ترکیب hal (به معنای «نمک») و gen (به معنای «تولید کردن») ساخته شده‌است. گروه هالوژن‌ها شامل عناصر گروه ۱۷ (گروه ۷ اصلی) جدول تناوبی است؛ یعنی عنصرهای فلوئور (F)، کلر (Cl)، برم (Br)، ید (I)، آستاتین (At) و تنسین (Ts).

هنگامی که هالوژن‌ها با فلزات واکنش می‌دهند، طیف وسیعی از نمک‌ها از جمله کلسیم فلوئورید، سدیم کلرید (نمک خوراکی)، نقره برمید و پتاسیم یدید را تولید می‌کنند. گروه هالوژن‌ها تنها گروه جدول تناوبی است که حاوی عناصری در سه حالت اصلی ماده (جامد، مایع و گاز) در دما و فشار استاندارد است. همهٔ هالوژن‌ها با اتصال به هیدروژن، اسید تولید می‌کنند. بیشتر هالوژن‌ها معمولاً از مواد معدنی یا نمک‌ها تولید می‌شوند. هالوژن‌های میانی (کلر، برم و ید) اغلب به عنوان ضدعفونی‌کننده استفاده می‌شوند. هالوژن‌ها در حالت طبیعی خود به صورت مولکول‌های دواتمی هستند.
| گروه →                                                                                      | ۱۷     |
| دوره ↓                                                                                      |        |
| ------------------------------------------------------------------------------------------- | ------ |
| ۲                                                                                           | 9 F    |
| ۳                                                                                           | 17 Cl  |
| ۴                                                                                           | 35 Br  |
| ۵                                                                                           | 53 I   |
| ۶                                                                                           | 85 At  |
| ۷                                                                                           | 117 Ts |
|                                                                                             |        |
| راهنما \| هالوژن \| \| گاز \| \| مایع \| \| هسته دیرینه \| \| From decay \| \| Synthetic \| |        |
| هالوژن                                                                                      |        |
| گاز                                                                                         |        |
| مایع                                                                                        |        |
| هسته دیرینه                                                                                 |        |
| From decay                                                                                  |        |
| Synthetic                                                                                   |        |

## خواص تناوبی
همانند روند کلی موجود در جدول تناوبی، از بالا به پایین عدد اتمی و جرم اتمی هالوژن‌ها زیاد می‌شود. همچنین الکترونگاتیوی آن‌ها نیز کاهش می‌یابد.
| هالوژن  | جرم اتمی | نقطه ذوب (کلوین) | نقطه جوش (کلوین) | الکترونگاتیویته |
| ------- | -------- | ---------------- | ---------------- | --------------- |
| فلوئور  | ۱۹       | ۵۳/۵۳            | ۸۵/۰۳            | ۳/۹۸            |
| کلر     | ۳۵/۵     | ۱۷۱/۶            | ۲۳۹/۱۱           | ۳/۱۶            |
| برم     | ۸۰       | ۲۶۵/۸            | ۳۳۲/۰            | ۲/۹۶            |
| ید      | ۱۲۷      | ۳۸۶/۸۵           | ۴۵۷/۴            | ۲/۶۶            |
| استاتین | ۲۱۰      | ۵۷۵              | ۶۱۰              | ۲/۲             |

## خواص فیزیکی
در گروه هالوژن‌ها از بالا به پایین با افزایش شعاع اتمی، طول پیوند در مولکول هالوژن افزایش می‌یابد؛ این عامل و همین‌طور افزایش تعداد الکترون‌ها و نیز افزایش جرم مولکول، باعث افزایش نقطه ذوب و نقطه جوش می‌شود. در نتیجه فلوئور و کلر گاز هستند؛ اما برم مایع است و ید جامدی می‌باشد که به‌راحتی تصعید می‌گردد.

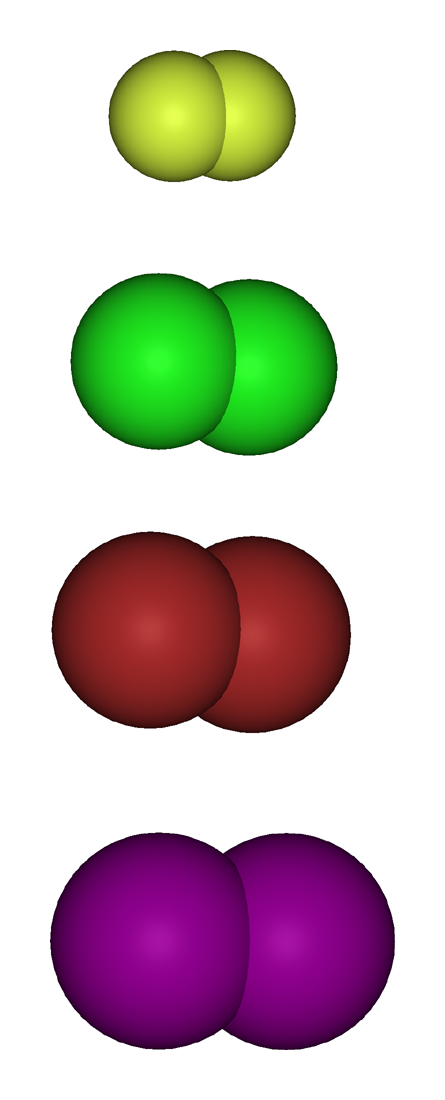
هالوژن‌ها

## خواص شیمیایی
هالوژن‌ها می‌توانند با دریافت یک الکترون و تشکیل آنیون، به آرایش پایدار هشتایی گاز نجیب (اوکتت) برسند (الکترون‌خواهی آن‌ها منفی است)؛ به همین دلیل واکنش‌پذیری زیادی دارند که البته از بالا به پایین کاهش می‌یابد. همین عامل سبب شده عناصر گروه ۱۷ به شدت سمی باشند. خواص ضدعفونی‌کنندگی هالوژن‌ها نیز بر همین اساس است، یعنی مولکول هالوژن با اکسید کردن مولکول‌های دیواره سلولی باکتری‌ها، آن‌ها را می‌کشد. به همین دلیل در تصفیه آب خوردن و استخرها از کلر استفاده می‌گردد.

## نقش‌های زیستی
آنیون‌های فلوراید در عاج، استخوان‌ها، دندان‌ها، خون، تخم، ادرار و موی جانوران یافت می‌شوند. ممکن است آنیون‌های فلوراید در مقادیر بسیار کم برای انسان ضروری باشند. در هر لیتر خون انسان، ۰٫۵ میلی‌گرم فلوئور وجود دارد. استخوان‌های انسان دارای ۰٫۲ تا ۱٫۲ درصد فلوئور هستند. بافت‌های بدن انسان تقریباً ۵۰ قسمت در میلیارد فلوئور دارند. یک انسان معمولی ۷۰ کیلوگرمی دارای ۳ تا ۶ گرم فلوئور است.
آنیون‌های کلرید برای تعداد زیادی از گونه‌ها از جمله انسان، ضروری هستند. غلظت کلر در وزن خشک غلات ۱۰ تا ۲۰ قسمت در میلیون است؛ در حالی که غلظت کلرید در سیب‌زمینی ۰٫۵ درصد است. به‌طور متوسط خون انسان ۰٫۳ درصد کلر دارد. استخوان انسان به‌طور معمول دارای ۹۰۰ قسمت در میلیون کلر است. بافت‌های بدن انسان تقریباً ۰٫۲ تا ۰٫۵ درصد کلر دارند. در یک انسان معمولی ۷۰ کیلوگرمی در مجموع ۹۵ گرم کلر وجود دارد.
مقداری برم به شکل آنیون برمید در همهٔ موجودات وجود دارد. نقش زیستی برم در انسان ثابت نشده‌است، اما برخی از موجودات دارای ترکیبات ارگانوبرومین هستند. انسان‌ها معمولاً ۱ تا ۲۰ میلی‌گرم برم در روز مصرف می‌کنند. به‌طور معمول ۵ قسمت در میلیون برم در خون انسان، ۷ قسمت در میلیون برم در استخوان انسان و ۷ قسمت در میلیون برم در بافت‌های بدن انسان وجود دارد. یک انسان معمولی ۷۰ کیلوگرمی حاوی ۲۶۰ میلی‌گرم برم است.
معمولاً انسان‌ها در هر روز کمتر از ۱۰۰ میکروگرم ید مصرف می‌کنند. کمبود ید می‌تواند باعث ناتوانی ذهنی شود. در انسان ترکیبات ارگانوئیدی در برخی از غدد، به‌ویژه غده تیروئید، و همچنین در معده، اپیدرم و دستگاه ایمنی وجود دارد. غذاهای حاوی ید عبارتند از: ماهی کاد، صدف، میگو، شاه‌ماهی، خرچنگ دریایی، تخمه آفتابگردان، جلبک دریایی و قارچ. به‌طور معمول ۰٫۰۶ میلی‌گرم در لیتر ید در خون انسان، ۳۰۰ قسمت در میلیارد ید در استخوان انسان و ۵۰ تا ۷۰۰ قسمت در میلیارد ید در بافت‌های بدن انسان وجود دارد. در یک انسان معمولی ۷۰ کیلوگرمی ۱۰ تا ۲۰ میلی‌گرم ید وجود دارد.
اگرچه استاتین بسیار کمیاب است، اما در میکروگرم در زمین یافت شده‌است. استاتین به‌دلیل رادیواکتیویته بالا و کمیاب بودن، هیچ نقش زیستی شناخته‌شده‌ای ندارد و نیمه عمر آن برای پایدارترین ایزوتوپ در حدود ۸ ساعت است.
تنسین عنصری است که توسط انسان ساخته شده و هیچ نقشی در طبیعت ندارد.

## سمیت
گاز فلوئور بسیار سمی است. تنفس فلوئور با غلظت ۲۵ppm می‌تواند کشنده باشد. هیدروفلوئوریک اسید نیز سمی است و می‌تواند به پوست نفوذ کند و باعث سوختگی شود. علاوه بر آن، آنیون‌های فلوراید نیز سمی هستند؛ اما به اندازهٔ فلوئور خالص سمی نیستند. فلوراید در مقادیر ۵ تا ۱۰ گرم می‌تواند کشنده باشد. مصرف طولانی مدت فلوراید بالاتر از غلظت ۱٫۵ میلی‌گرم در لیتر می‌تواند منجر به فلوئوروزیس دندانی شود. در غلظت‌های بالاتر از ۴ میلی‌گرم در لیتر، خطر ابتلا به فلوئوروزیس استخوانی افزایش می‌یابد. فلوئوروزیس استخوانی وضعیتی است که در آن شکستگی استخوان به دلیل سخت شدن استخوان‌ها شایع‌تر می‌شود. سطوح توصیه شده فعلی در فلورایداسیون آب به‌عنوان راهی برای جلوگیری از پوسیدگی دندان، بین ۰٫۷ تا ۱٫۲ میلی‌گرم در لیتر است.
گاز کلر چشم، پوست و دستگاه تنفسی را تحریک می‌کند و در اثر استنشاق بسیار سمی است. شدت آسیب در درجه اول به مدت زمان قرار گرفتن در معرض کلر و غلظت آن بستگی دارد. تنفس کلر با غلظت ۳ppm می‌تواند به سرعت باعث واکنش سمی شود. تنفس کلر با غلظت ۵۰ppm بسیار خطرناک است و تنفس آن با غلظت ۵۰۰ppm در عرض چند دقیقه می‌تواند منجر به مرگ شود.
برم خالص تا حدودی سمی است، اما سمیت آن کمتر از فلوئور و کلر است. ۱۰۰ میلی‌گرم برم می‌تواند کشنده باشد. آنیون‌های برومید نیز سمی هستند، اما سمیت آن‌ها کمتر از برم خالص است. ۳۰ گرم بروماید می‌تواند کشنده باشد. برم می‌تواند به آسانی تبخیر شود و گاز بسیار مضری را تشکیل دهد که چشم، پوست، دستگاه تنفسی و همچنین دستگاه عصبی مرکزی را تحریک می‌کند.
ید تا حدودی سمی است و می‌تواند ریه‌ها و چشم‌ها را تحریک کند. مقدار مجاز مصرف آن ۱ میلی‌گرم در متر مکعب است. زمانی که به صورت خوراکی مصرف شود، ۳ گرم ید می‌تواند کشنده باشد. آنیون‌های یدید عمدتاً غیر سمی هستند، اما اگر به مقدار زیاد مصرف شوند می‌توانند کشنده باشند.
استاتین پرتوزا است؛ بنابراین بسیار خطرناک است، اما در مقادیر زیاد تولید نشده‌است و از این رو احتمال اینکه سمیت آن برای افراد عادی باعث ایجاد مشکل شود، بسیار کم است.
تنسین را به دلیل کوتاه بودن نیمه عمر آن نمی‌توان از نظر شیمیایی بررسی کرد؛ اگرچه پرتوزا بودن تنسین، آن را بسیار خطرناک می‌کند.